# NGC 4191
NGC 4191 је лентикуларна галаксија у сазвежђу Девица која се налази на NGC листи објеката дубоког неба.
Деклинација објекта је + 7° 12' 3" а ректасцензија 12h 13m 50,3s. Привидна величина (магнитуда) објекта NGC 4191 износи 12,7 а фотографска магнитуда 13,7. NGC 4191 је још познат и под ознакама UGC 7233, MCG 1-31-26, CGCG 41-49, VCC 94, PGC 39034.